# Giovanni Bononcini
Giovanni Battista Bononcini (Módena, 18 de julio de 1670 - Viena, 9 de julio de 1747) fue Compositor y violonchelista italiano del Barroco, miembro de la escuela napolitana.

## Semblanza
Recibió sus primeras lecciones musicales de su padre Giovanni Maria Bononcini, violinista y compositor. También fue discípulo de G. Buoni y G. P. Colonna.
En 1685 publicó sus primeros trabajos para violonchelo, y dos años más tarde era violonchelista en San Petronio de Bolonia. Ingresó en la Academia Filarmónica y en 1688 era maestro de capilla de San Giovanni in Monte. Más tarde abandonó Bolonia y se trasladó a Roma, donde residió durante cuatro años. En 1700 fue nombrado compositor de la Corte Imperial de Viena y fue invitado a Berlín por la reina Sofía Carlota de Hannover. Después de permanecer durante varios años en Italia, partió hacia Londres, donde sus óperas ya eran famosas. Fue protegido por el duque de Marlborough y rivalizó con Händel. Un escándalo, en el que se le acusaba de plagio, le obligó a abandonar Inglaterra en 1727 y, después de algunas giras de conciertos en París y Lisboa, se retiró a Viena donde murió en la pobreza.
Giovanni Battista Bononcini se interesó sobre todo por la ópera. Dio a conocer en Europa el estilo napolitano, del que, junto con Vinci y Leo, y después de Scarlatti, es el mayor representante a pesar de su origen boloñés. Su estilo está influenciado por su colaboración con el libretista Zeno. Su carrera estuvo plena de éxitos, pero en ocasiones perjudicó al genio, más auténtico, de Alessandro Scarlatti. Su hermano Antonio Maria Bononcini también fue compositor.

## Su obra

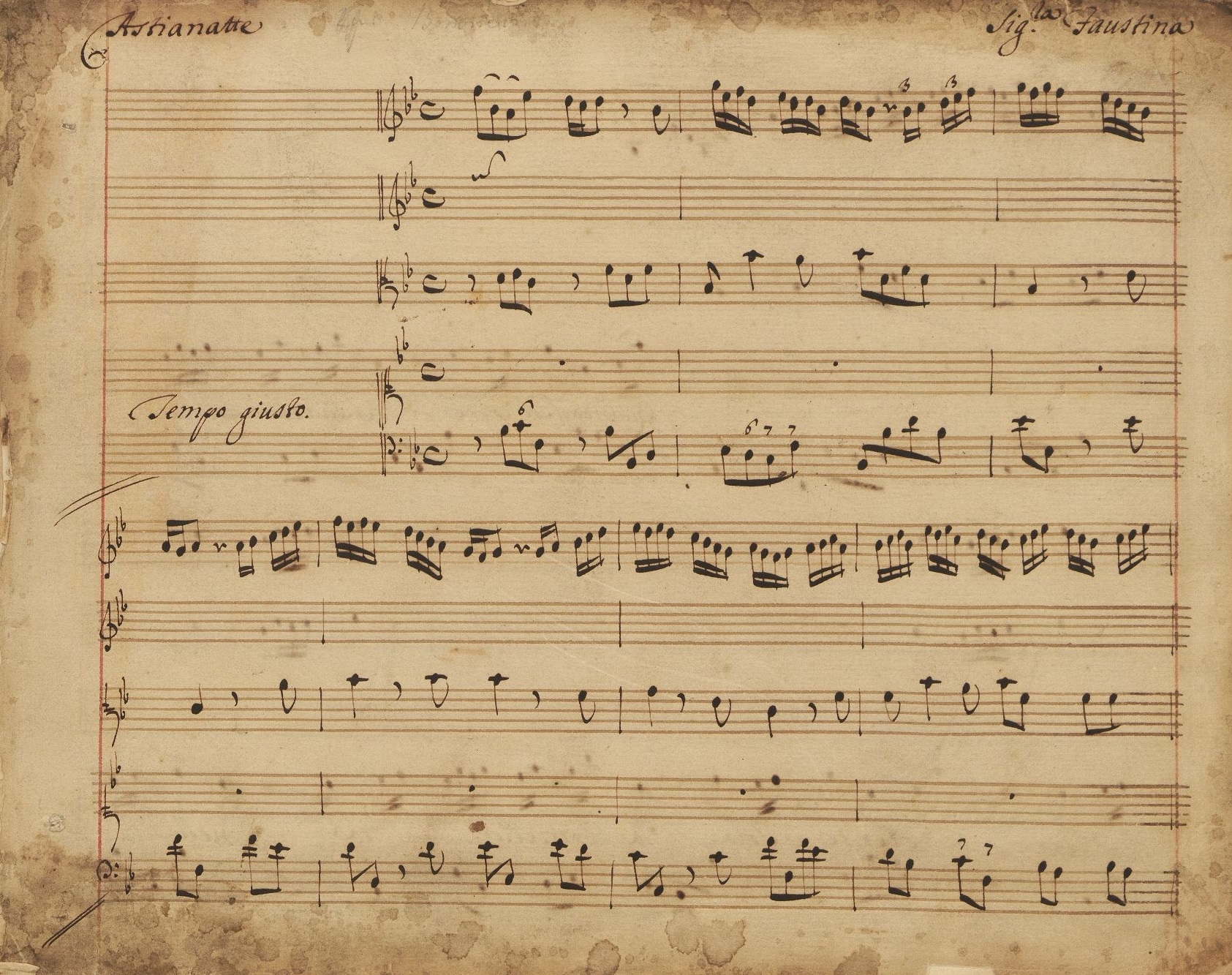
Astianatte, c. 1727

- Música instrumental: Trattenimenti da camera a tre, concerti, sinfonie, duetti; piezas de clavecín, sonatas…
- Música vocal: Anthem fúnebre (1722), Te Deum (1748); oratorios, entre ellos San Nicola de Bari (1699) y La Conversione di Maddalena (1701).
- Música teatral: cantatas, 20 serenatas y óperas:
  - Xerse, 1694;
  - Il trionfo di Camilla, 1696;
  - L'amore eroica fra pastori, 1696;
  - La clemenza di Augusto, 1697;
  - La fede pubblica, 1699;
  - Gli affetti più grandi vinti dal più giusto, 1701;
  - Cefalo, 1702;
  - Etearco, 1707;
  - Maria fuggitivo, 1708;
  - Astarto, 1720;
  - L’odio e l'amore, 1721;
  - Crispo, representada en Londres, 1722;
  - Griselda, 1722;
  - Erminia, 1723;
  - Calphurnia, 1724;
  - Astianatte, representada en Londres, 1727;
  - Alessandro in Sidone, Viena, 1737;
  - Zenobia, Viena, 1737.